# Bells (album Albert Ayler)
Bells è un album live del sassofonista jazz Albert Ayler, contenente la registrazione del concerto tenuto dal suo quintetto alla Town Hall di New York il 1º maggio 1965, pubblicato lo stesso anno dalla ESP-Disk Records.

## Il disco
L'album pubblicato su vinile ad una sola facciata, è costituito da un'unica traccia della lunghezza di circa venti minuti, nella quale Ayler dà un primo esempio dello stile musicale da lui definito "energy music", che avrà completa realizzazione nel successivo LP Spirits Rejoice.

## Tracce
Musiche di Albert Ayler.
1. Bells – 19:56

## Formazione
- Albert Ayler – sassofono tenore
- Donald Ayler – tromba
- Charles Tyler – sassofono alto
- Lewis Worrell – contrabbasso
- Sunny Murray[2] – batteria